# Richeza von Everstein
Richeza von Everstein (auch: Ryksa, Ricca, Riche, Richildis, Richza, Rikinsa) (* um 1135; † 16. Juni 1185) war eine Tochter von Wladyslaw II. von Polen und dessen Frau Agnes, einer Tochter des Markgrafen Leopold III. von Österreich. Sie war über die gemeinsame Großmutter Agnes von Waiblingen mit Kaiser Friedrich Barbarossa verwandt.

## Leben
Richeza heiratete mehrfach: 
- 1152 Alfons VII. von León und Kastilien (* 1. März 1105; † 21. August 1157). Ihr Sohn Ferdinand starb vor 1157, ihre Tochter Sancha von Kastilien heiratete Alfons II. von Aragonien. Nach dem Tod ihres Mannes verließ sie um 1159 Kastilien und ging an den Hof von Raimund Berengar IV., dem Vater von Alfons II. von Aragonien.
- 1161 Raimund Berengar III., Graf der Provence († 1166). Sie hatten eine Tochter Dulcia II. (* 1165; † 1172).
- _??_ Raimund V., Graf von Toulouse (* 1134; † 1194)?
- 1167 Albrecht II. von Everstein (1135–1197/1202). Albrecht war ein Parteigänger Barbarossas in dessen Streit mit Heinrich dem Löwen. Er war der Sohn von Albrecht I. von Everstein und Judith von Schwalenberg sowie ein Enkel von Konrad Everstein. Sie hatten einen Sohn Albert (oder Albrecht) III. (1170–1217).